# Lee Keun-hak
Lee Keun-hak (ur. 7 lipca 1940) – północnokoreański piłkarz występujący na pozycji bramkarza. Uczestnik Mistrzostw Świata 1966.

## Kariera klubowa
Podczas angielskiego Mundialu Lee reprezentował barwy klubu Moranbong Pjongjang.

## Kariera reprezentacyjna
Lee Keun-hak występował w reprezentacji Korei Północnej w latach sześćdziesiątych. W 1966 roku pojechał na finały Mistrzostw Świata 1966, na których był rezerwowym i nie wystąpił w żadnym spotkaniu.